# Бондаренко, Александр Викторович (актёр)
Алекса́ндр Ви́кторович Бондаре́нко (укр. Олександр Вікторович Бондаренко; 11 сентября 1960, Киев, Украинская ССР, СССР — 29 января 2013, Киев, Украина) — советский и украинский актёр театра и кино. Народный артист Украины (2010).

## Биография
Александр Бондаренко родился 11 сентября 1960 года в Киеве. Закончил Киевский театральный институт им. И. К. Карпенко-Карого в 1983 году.
С декабря 1984 года — работал в Киевском национальном театре русской драмы имени Леси Украинки..
В кино дебютировал в 1974 году, сыграв эпизодическую роль в военном фильме «Следую своим курсом» режиссёра Вадима Лысенко. Снялся в нескольких десятках украинских и российских кинокартин и телесериалов, таких как «Вперёд, за сокровищами гетмана!», «Москаль-волшебник», «Принцесса на бобах».
Заслуженный артист Украины.
В 1998 году — стал лауреатом Государственной премии Украины имени Александра Довженко (за выдающийся творческий вклад в создание художественного фильма «Москаль-чарівник»).
В 2010 году — получил звание Народный артист Украины.
29 января 2013 года, во время спектакля «1001 страсть, или Мелочи жизни» актёру стало плохо, потерял сознание посреди чтения длинного монолога. Несмотря на то, что присутствующие коллеги пытались сделать ему массаж сердца, он умер до приезда скорой помощи на 53-м году жизни.
Прощание с актером прошло 31 января 2013 года в Киевском театре русской драмы имени Леси Украинки
Похоронен на Берковецком кладбище в Киеве.

### Семья
- Жена — Надежда Кондратовская, актриса Киевского национального театра русской драмы имени Леси Украинки, Заслуженная артистка Украины.
- Сын — Назар Бондаренко

## Награды и признание
- Народный артист Украины (2010).
- Заслуженный артист Украины (2000)[6].
- Государственная премия Украины имени Александра Довженко за выдающийся творческий вклад в создание художественного фильма «Москаль-чарівник» (1998).

## Творчество

### Работы в театре
1. 1981 — «Снежная королева» — Сказочник
2. 1983 — «Филумена Мартурано» — Микеле
3. 1983 — «Победительница»
4. 1985 — «ОБЭЖ» — господин Сушич, нaчальник государственного aрбитражa
5. 1985 — «Остров сокровищ» — Бэн Ганн
6. 1985 — «Тёплый пепел» — Шансонье
7. 1986 — «Я, конечно, человек маленький» — дворник Шура
8. 1986 — «Мамаша Кураж и её дети»
9. 1987 — «Иван и Мадонна» — участковый
10. 1987 — «…а этот выпал из гнезда» — вождь Вэтла
11. 1988 — «Конёк-Горбунок» — Данило, спальник
12. 1988 — «Звёзды на утреннем небе» — Александр
13. 1988 — «Перламутровая Зинаида» — Владик
14. 1988 — «Кровавая свадьба»
15. 1989 — «Самоубийца» — Егорушка
16. 1989 — «Событие» — Купринов
17. 1989 — «Сказка про солдата и змею»
18. 1991 — «Жиды города Питера» — Александр
19. 1991 — «Кандид» — Максимилиан
20. 1991 — «Похищение Джонни Дорсета» — Сэм
21. 1993 — «Генералы в юбках» — Лебелюк
22. 1994 — «Дом, где всё кувырком» — Хасинто
23. 1996 — «Двери хлопают» — Жорж
24. 1996 — «Вверх тормашками!!!»
25. 1997 — «Банковские служащие…» — Луиджи
26. 1997 — «Крокодил» — Иван Матвеевич
27. 1998 — «Блоха в ухе» — Камиль Шандебиз
28. 2000 — «Тайны мадридского двора» — Бабьека
29. 2001 — «И всё это было… и всё это будет…»
30. 2002 — «Хрустальное сердце» — Король Нитонисён
31. 2003 — «Сон в летнюю ночь» — Моток
32. 2003 — «Волки и овцы» — Лыняев
33. 2003 — «Мошенники поневоле» — выигрышный билет
34. 2005 — «Весь Шекспир — за один вечер»
35. 2008 — «Марат/Сад» — первый певец
36. 2010 — «1001 страсть, или Мелочи жизни» (по рассказам А. П. Чехова) — Мигуев
37. 2011 — «Чуть мерцает призрачная сцена… (Юбилей. Юбилей? Юбилей!)»

### Фильмография
1. 1974 — Следую своим курсом (Одесская киностудия) — эпизод
2. 1985 — Матрос Железняк (Одесская киностудия) — эпизод
3. 1985 — Подвиг Одессы (Одесская киностудия) — Жора Коляда
4. 1987 — Цыганка Аза (киностудия им. А. Довженко) — Пилип
5. 1992 — Цветение одуванчика — Федосеевич
6. 1992 — Цена головы
7. 1993 — Вперёд, за сокровищами Гетмана! (Украина, США)
8. 1993 — Сад Гефсиманский (Сад Гетсиманський; Украина) — сотрудник НКВД
9. 1995 — Москаль-чародей
10. 1997 — Принцесса на бобах (Россия, Украина) — приятель Люды с мегафоном
11. 2000 — Чёрная рада — Яким Сомко
12. 2002 — Кукла (Украина) — Асхад Атуев
13. 2003 — За двумя зайцами — директор рынка
14. 2003 — Роксолана 3. «Владычица империи»
15. 2004 — Небо в горошек — Лёвочкин
16. 2005 — Косвенные улики — Лавров
17. 2006 — А жизнь продолжается
18. 2006 — Звёздные каникулы — инопланетный астронавт
19. 2006 — Театр обречённых — актёр театра Константин Костенко, игравший Кнурова
20. 2007 — Держи меня крепче — эпизод
21. 2007 — Колье для снежной бабы — Петро
22. 2007 — Чужие тайны — эпизод
23. 2008 — За всё тебя благодарю 3 — эпизод
24. 2008 — Красный лотос (Украина) — Иван Романович Рыжаков, прокурор города
25. 2008 — Миллион от Деда Мороза
26. 2008 — Тринадцать месяцев — Вячеслав Борисович
27. 2009 — Как казаки… — эпизод
28. 2009 — Похищение Богини — Андрей Михайлович, продюсер телеканала
29. 2009 — Территория красоты — эпизод
30. 2010 — Непрухи — Славик-бочка
31. 2011 — Возвращение Мухтара (7-й сезон, 20-я серия, «Африканская коллекция») — Макар
32. 2012 — Мечты из пластилина — Павел Егорович
33. 2013 — Сваты 6 (6-я серия) — Микола, таксист
34. 2013 — Шулер — Цуркан

## Чествование памяти
- Александру Бондаренко посвящен один из выпусков программы «Спогади» на украинском телеканале UA:Перший (2015)[7].